# Cathy Geoffroy
Cathy Geoffroy (Drancy, 26 de octubre de 1976) es una deportista francesa que compitió en natación sincronizada. Ganó una medalla de plata en el Campeonato Europeo de Natación de 1999, en la prueba de equipo.

## Palmarés internacional
| Campeonato Europeo | Campeonato Europeo | Campeonato Europeo | Campeonato Europeo |
| Año                | Lugar              | Medalla            | Prueba             |
| ------------------ | ------------------ | ------------------ | ------------------ |
| 1999               | Estambul (Turquía) | Medalla de plata   | Equipo             |